# Beutal
Beutal is een gemeente in het Franse departement Doubs (regio Bourgogne-Franche-Comté) en telt 199 inwoners (1999). De plaats maakt deel uit van het arrondissement Montbéliard.

## Geografie
De oppervlakte van Beutal bedraagt 5,8 km², de bevolkingsdichtheid is 34,3 inwoners per km².

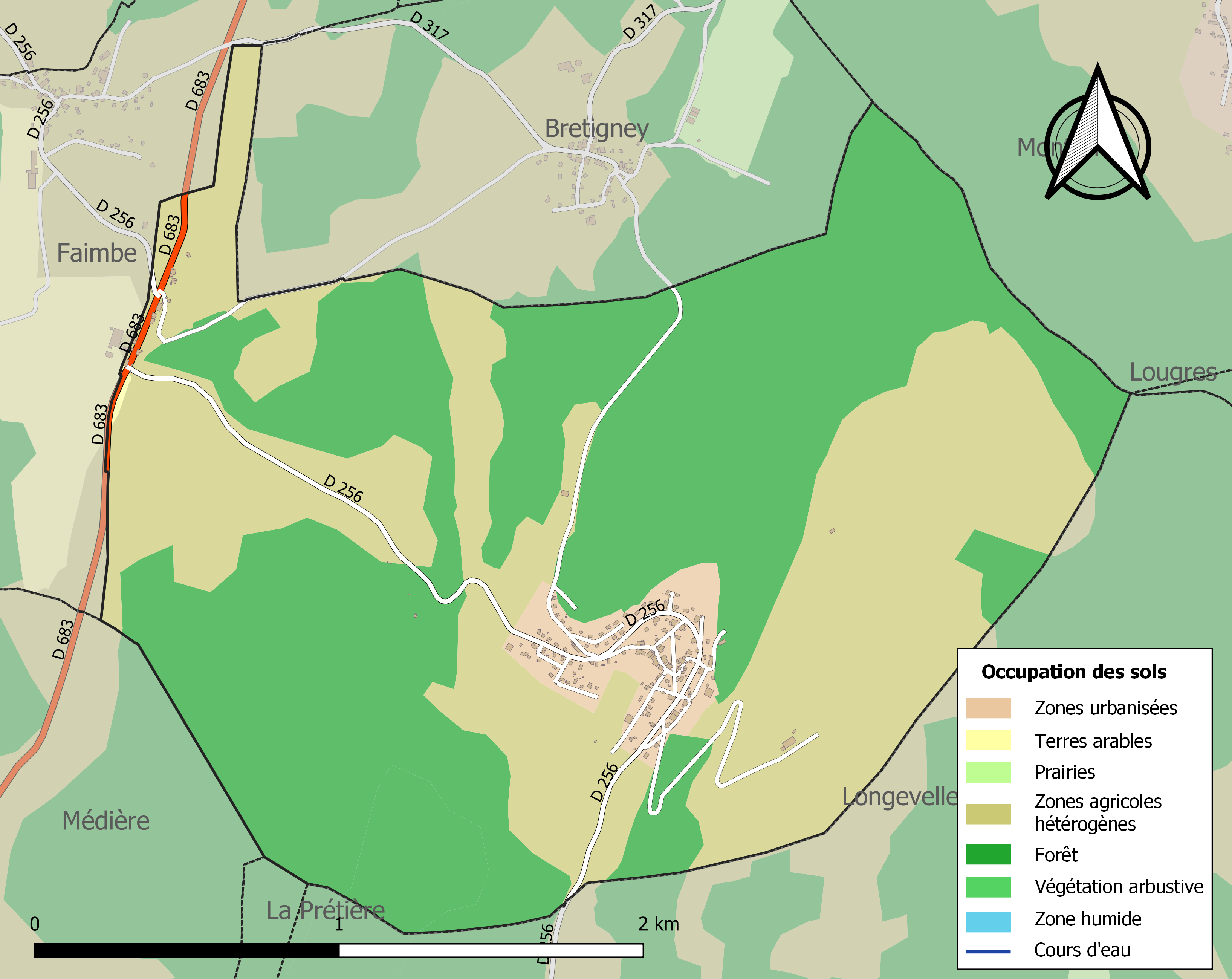
Kaart van de gemeente met de belangrijkste infrastructuur, bodemgebruik en omliggende gemeenten

## Demografie
Onderstaande figuur toont het verloop van het inwonertal (bron: INSEE-tellingen).